# Friedrich Naumann

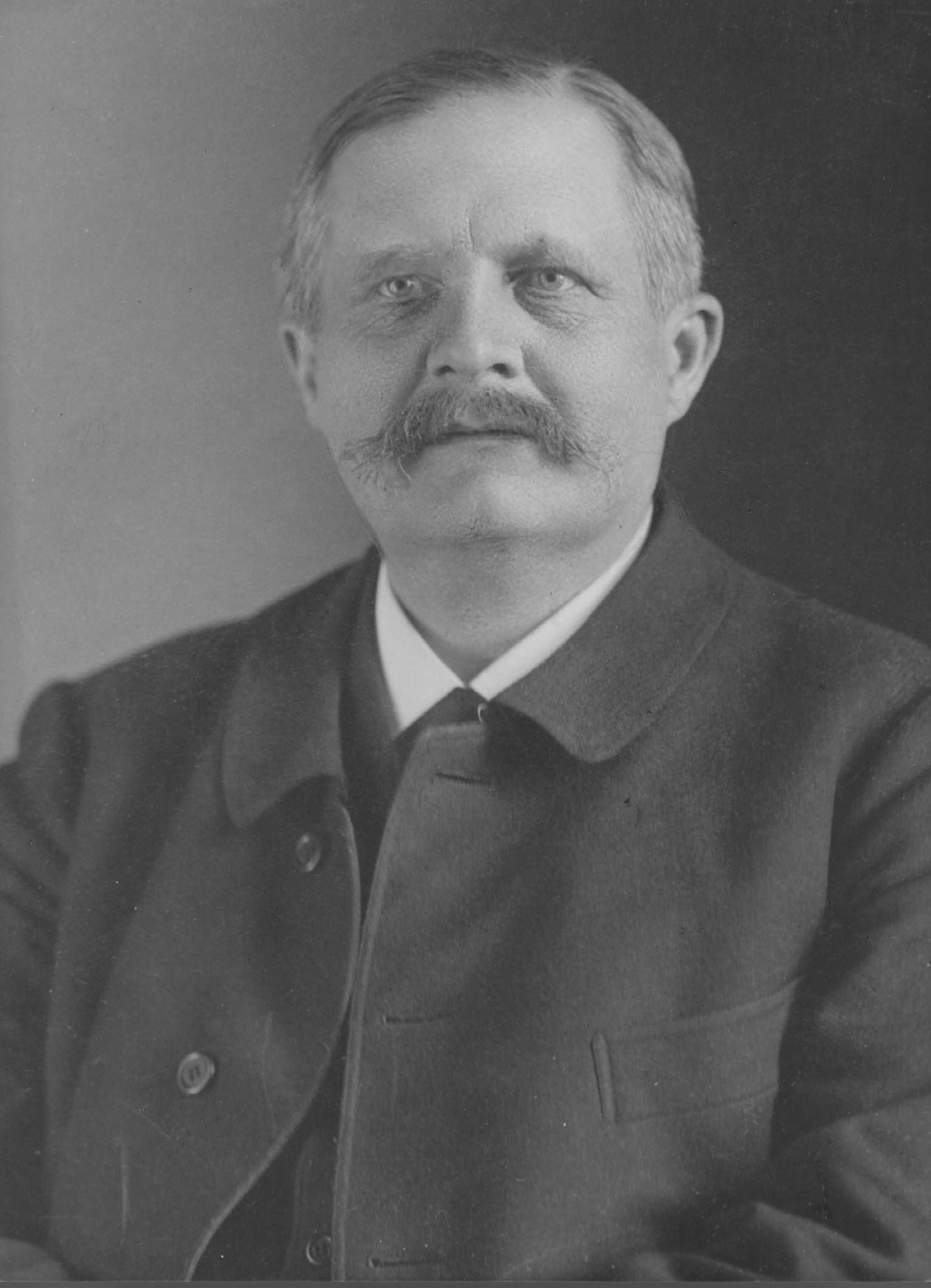
Friedrich Naumann

Friedrich Naumann (Störmthal, 25 de marzo de 1860 – Travemünde, 24 de agosto de 1919) fue un político alemán de ideología liberal y pastor protestante. Desde 1958 está en activo la Fundación Friedrich Naumann para la Libertad, llamada así en su honor.

## Biografía
Nacido en Großpösna, cerca de Leipzig, realizó estudios de teología en las universidades de Leipzig y Erlangen.
Atraído inicialmente por el Partido Social Cristiano de Adolf Stoecker, a posteriori se empezó a interesar más en las teorías sociales que propugnaba su amigo Max Weber, uno de los principales críticos del Emperador Guillermo II. En 1894 fundó el periódico semanal Die Hilfe ("La Ayuda"), que abordaba la cuestión social desde un punto de vista contrario al marxismo y de clase media. Con este fin, escribió un libro corto donde plasmaba sus planteamientos: Soziale Briefe An Reiche Leute, publicado en Göttingen en 1895. En 1896 fundó la Asociación Nacional Social (Nationalsozialer Verein, NSV) junto a Rudolph Sohm y Caspar René Gregory, con el objetivo de ofrecer una alternativa social liberal a los postulados socialdemócratas, aunque el NSV tuvo una corta existencia y fracasó en su propósito. La NSV se disolvió en 1903 y se integró en la Unión Librepensadora (Freisinnige Vereinigung, FVg). Posteriormente, Naumann fue parlamentario en el Reichstag.
En 1907 fue uno de los cofundadores de la Deutscher Werkbund.
Durante la Primera Guerra Mundial, en el otoño de 1915 Naumann publicó el libro Mitteleuropa, el cual rápidamente se convirtió en el texto alemán más leído durante la contienda y llegó a tener un amplio impacto entre el público. En el libro, Naumann abogaba por un "Imperialismo liberal" para Alemania. Fundamentó su concepto de Mitteleuropa principalmente en el aspecto económico –sostenía que el futuro era de las "grandes empresas" y los principales bloques económicos– y también el aspecto histórico, haciendo referencia a la anterior existencia del Sacro Imperio Romano Germánico y la Confederación Germánica. Para algunos, esta obra develó al protestante y liberal Naumann como un nacionalista alemán que en realidad disfrazaba sus planteamientos reales con un discurso social. En definitiva, su obra señaló a los políticos alemanes el camino a tomar en relación con Austria y Hungría. Sin embargo, el historiador Fritz Stern contextualiza el libro como una obra de su tiempo, que "en realidad viene a mitigar una política exterior agresiva: la Europa Central era la alternativa de los civiles al anexionismo salvaje de los militares, el cual dejaría desmembradas a las naciones y, por lo tanto, sedientas de venganza".
Tras el final de la contienda y la caída de la Monarquía imperial, en 1919 fue uno de los fundadores del Partido Democrático Alemán (DDP) junto a Theodor Wolff y Hugo Preuss. Como miembro de la Asamblea Nacional de Weimar, fue uno de los padres de la Constitución de la nueva República de Weimar. Falleció poco después, ese mismo año.
En 1958 el Partido Democrático Liberal creó la Fundación Friedrich Naumann para la Libertad, llamándola así en honor a Naumann.